# Слава (Гомельская область)
Слава (бел. Слава) — посёлок в Карповском сельсовете Лоевского района Гомельской области Беларуси.
На юге и востоке граничит с лесом.

## География

### Расположение
В 9 км на север от Лоева, 58 км от железнодорожной станции Речица (на линии Гомель — Калинковичи), 68 км от Гомеля.

## Транспортная сеть
Транспортные связи по просёлочной, затем автомобильной дороге Гомель — Чернигов. Планировка состоит из короткой прямолинейной улицы, ориентированной с юго-востока на северо-запад. Застройка односторонняя, редкая, деревянными крестьянскими усадьбами.

## История
Основан в начале 1920-х годов переселенцами из соседних деревень на бывших помещичьих землях. В 1931 году жители вступили в колхоз. Согласно переписи 1959 года в составе совхоза «Карповка» (центр — деревня Карповка).

## Население

### Численность
- 1999 год — 12 хозяйств, 20 жителей.

### Динамика
- 1959 год — 64 жителя (согласно переписи).
- 1999 год — 12 хозяйств, 20 жителей.